# 乙酸叔丁酯
乙酸叔丁酯是一种可燃的无色液体，具有樟脑或蓝莓的香味。常用于有机溶剂。
乙酸叔丁酯具有三种异构体乙酸异丁酯，乙酸正丁酯，乙酸仲丁酯。